# Carex perlonga
Carex perlonga är en halvgräsart som beskrevs av Merritt Lyndon Fernald. Carex perlonga ingår i släktet starrar, och familjen halvgräs. Inga underarter finns listade i Catalogue of Life.